# Avroult
Avroult (niederländisch: Averhout) ist eine französische Gemeinde mit 541 Einwohnern (Stand 1. Januar 2022) im Département Pas-de-Calais in der Region Hauts-de-France. Sie gehört zum Arrondissement Saint-Omer und zum Kanton Fruges.

## Lage
Die Gemeinde Avroult liegt im Artois, 15 Kilometer südwestlich von Saint-Omer. Nachbargemeinden von Avroult sind Ouve-Wirquin im Norden, Cléty im Nordosten, Dohem im Südosten, Saint-Martin-d’Hardinghem im Südwesten sowie Merck-Saint-Liévin im Westen.

## Bevölkerungsentwicklung
| Jahr      | 1962 | 1968 | 1975 | 1982 | 1990 | 1999 | 2011 | 2022 |
| Einwohner | 302  | 286  | 282  | 327  | 416  | 510  | 552  | 541  |

## Sehenswürdigkeiten
- Kirche Saint-Omer aus dem 16. Jahrhundert

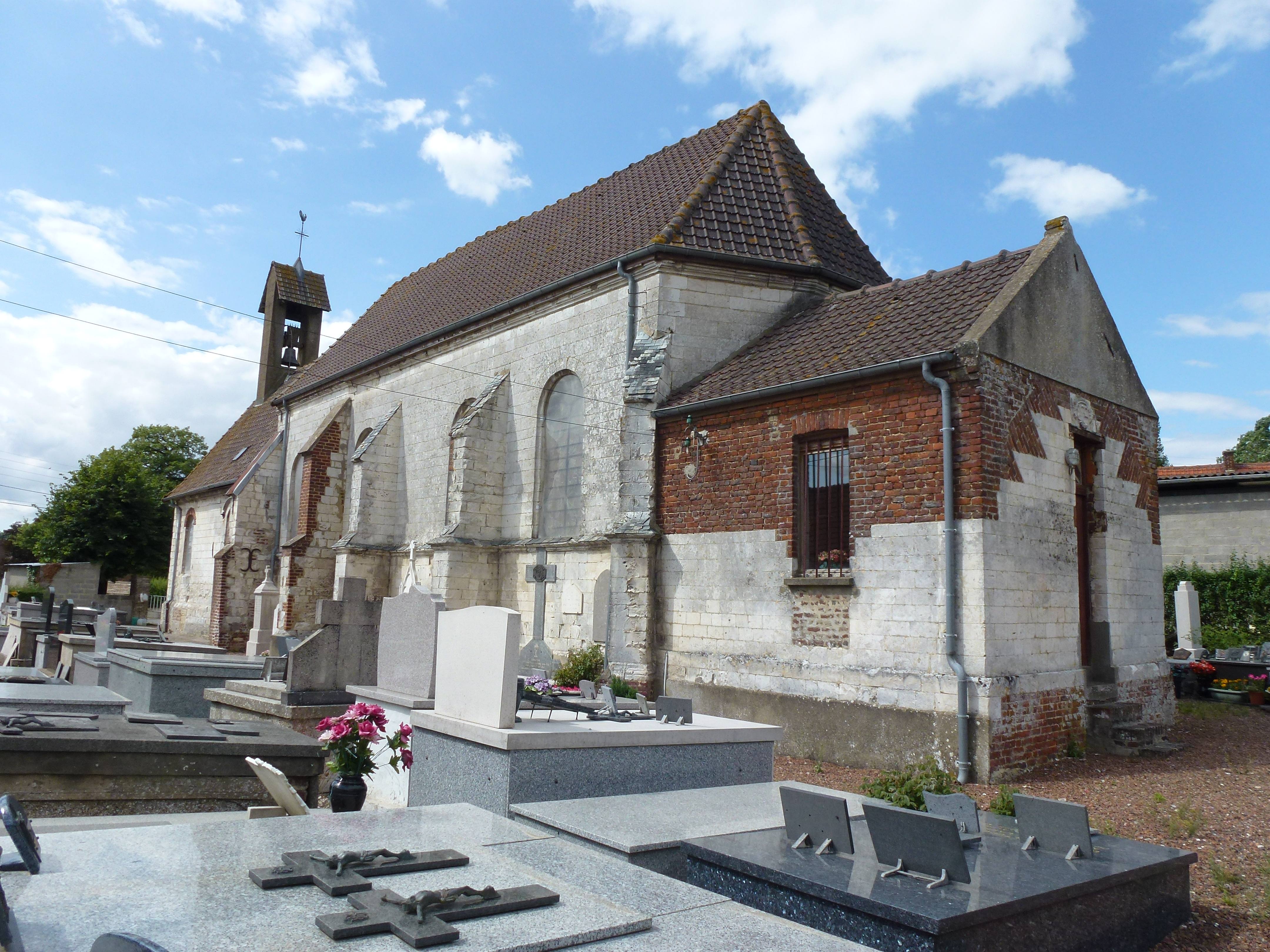
Kirche Saint-Omer
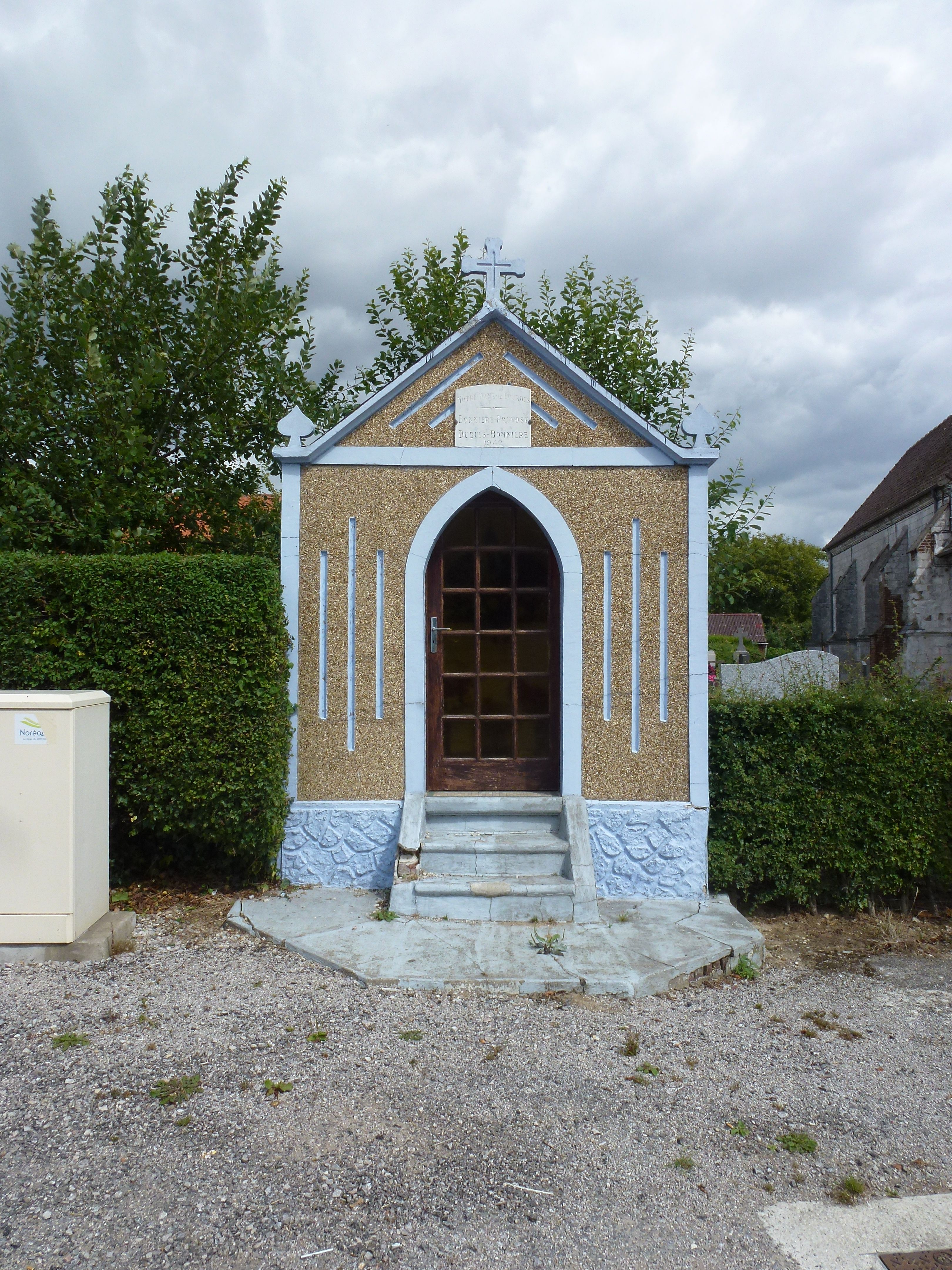
Kapelle Notre-Dame-de-Lourdes
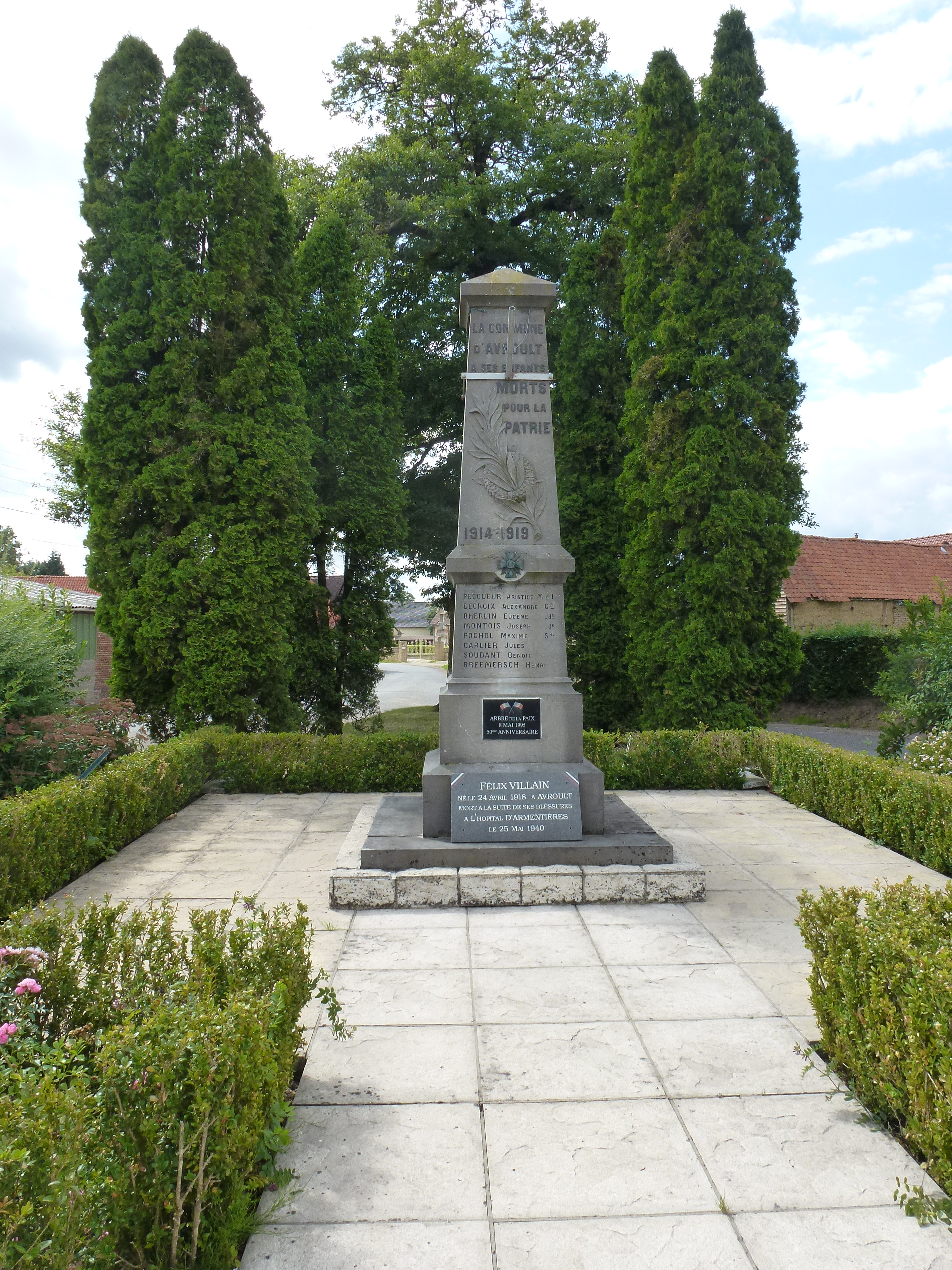
Gefallenendenkmal